# حقل القطيف
حقل القطيف أحد حقول النفط الواقعة في محافظة القطيف شرق المملكة العربية السعودية. يدير الحقل شركة أرامكو السعودية. يبلغ إنتاج الحقل 800 ألف برميل من الزيت الخام يوميًا؛ 500 ألف برميل من مزيج  النفط الخام العربي الخفيف، و300 ألف برميل من النفط الخام العربي المتوسط.

## أهمية الحقل
يُشكل حقل القطيف أهمية كبيرة ليس فقط للمملكة العربية السعودية واقتصادها، وإنما للعالم أجمع، إذ تمثل احتياطيات الزيت الخام للحقل، نصف احتياطيات شركة إكسون موبيل، وضعف احتياطيات شركة شيفرون، وتساوي احتياطيات شركة شل.

## التاريخ
كان حقل القطيف قد اكتشف في عام 1945 على شاطئ الخليج العربي، ويبلغ طوله 50 كيلو مترا، وعرضه عشرة كيلو مترات، ويضم سبعة مكامن للزيت تحتوي على 8.4 مليار برميل من الزيت. يبلغ طول حقل القطيف 50 كيلو متراً (31.25 ميلًا)، وعرضه 10 كيلو مترات (6.25 أميال). يتراوح تركيز كبريتيد الهيدروجين في مكامن الزيت في القطيف من 6٪ إلى 16٪ وهو ما يعد الأعلى بين حقول إنتاج الزيت في أرامكو السعودية.

## الإنتاج
يتكون حقل القطيف من القبتين الجيولوجيتين الشمالية والجنوبية، حيث يقوم معمل فرز الغاز من الزيت رقم 2 في القطيف بجمع الغاز وجمع 200 ألف برميل من الزيت في اليوم، ويرسلها إلى مرفق المعالجة المركزية في القبة الشمالية، ويمزج الخام مع 300 ألف برميل في اليوم من القبة الشمالية. يلي ذلك، نزع الملح من الزيت وتركيزه ومعالجته قبل نقله إلى الجعيمة ورأس تنورة، بينما ينقل الغاز إلى معمل الغاز في البري شمالا. ينتج حقل القطيف 500 ألف برميل من مزيج الزيت العربي الخام الخفيف من ثلاثة مكامن في حقل القطيف هي (مكمن عرب سي) و(مكمن عرب دي) و(مكمن الفاضلي الأسفل) لكونها تختزن أكبر من احتياطيات متبقية. بالإضافة إلى 300 ألف برميل في اليوم من الخام العربي المتوسط من حقل أبو سعفة البحري.